# Copa Verde 2022
Die Copa Verde 2022 war die neunte Austragung der Copa Verde, eines regionalen Fußballpokalwettbewerbs in Brasilien, der vom nationalen Fußballverband CBF organisiert wird. Mit dem Gewinn des Pokals war die Qualifikation für die dritte Runde der Copa do Brasil 2023 verbunden. Es fand vom 25. Oktober bis 19. November 2022 statt.
Ursprünglich sollten an dem Turnier, wie im Vorjahr, 24 Klubs teilnehmen. Im Vorwege kam es zu Spekulationen, ob der Wettbewerb überhaupt stattfindet, da der Verband keine Termine veröffentlichte. Erst am 24. August 2022 gab der CBF die Termine bekannt. Aufgrund des Umstandes, dass die Klubs für die Copa Verde ihre Mannschaften teilweise eigens aufstellen müssen, nahmen einige qualifizierte Klub die Einladung nicht an. Üblicherweise lud der Verband im Fall einer Absage den Nächstqualifizierten ein, verzichtete dieses Mal aber darauf. Nur ein Klub wurde ersetzt. Somit nahmen nur 17 Klubs teil.
Das Turnier war mit einem Vorrundenspiel zwischen zwei Teams und ab dem folgenden Viertelfinale mit nur einem Entscheidungsspiel im KO-Modus geplant. Ab dem Halbfinale wurden Hin- und Rückspiel ausgetragen. Das Heimrecht im Hinspiel in den ersten drei Runden lag bei dem im Ranking des CBF besser platzierten Klubs. Im Halbfinale und Finale hatte dieser das Heimrecht im Rückspiel.

## Teilnehmer
Die Teilnehmer kamen aus den elf Bundesstaaten Acre, Amazonas, Distrito Federal do Brasil, Espírito Santo, Goiás, Mato Grosso, Mato Grosso do Sul, Pará, Rondônia, Roraima und Tocantins. 15 nahmen als erfolgreiche Klubs aus den Fußballmeisterschaften der Bundesstaaten von Brasilien teil. Die übrigen zwei Klubs ergaben aus dem CBF Ranking, welche aus den Staatsmeisterschaften noch nicht qualifiziert waren.

### Teilnehmer Staatsmeisterschaften
| Bundesstaat        | Klub                         | Qualifizierung        |
| ------------------ | ---------------------------- | --------------------- |
| Acre               | SC Humaitá                   | Staatsmeister 2021    |
| Acre               | Rio Branco FC (AC)           | 2. Staatsmeister 2021 |
| Amazonas           | São Raimundo EC (AM)         | 2. Staatsmeister 2021 |
| Distrito Federal   | Brasiliense FC               | Staatsmeister 2021    |
| Espírito Santo     | Real Noroeste                | Staatsmeister 2021    |
| Goiás              | Vila Nova FC                 | 2. Staatsmeister 2021 |
| Mato Grosso        | Cuiabá EC                    | Staatsmeister 2021    |
| Mato Grosso        | CE Operário Várzea-Grandense | 2. Staatsmeister 2021 |
| Mato Grosso do Sul | Costa Rica EC                | Staatsmeister 2021    |
| Pará               | Paysandu SC                  | Staatsmeister 2021    |
| Pará               | Tuna Luso Brasileira         | 2. Staatsmeister 2021 |
| Rondônia           | Real Ariquemes EC            | 2. Staatsmeister 2021 |
| Roraima            | São Raimundo EC (RR)         | Staatsmeister 2021    |
| Roraima            | Náutico FC                   | 2. Staatsmeister 2021 |
| Tocantins          | Tocantinópolis EC            | Staatsmeister 2021    |

### Teilnehmer CBF Ranking
| Bundesstaat | Klub          | CBF Platz |
| ----------- | ------------- | --------- |
| Goiás       | Goiás EC      | 23        |
| Mato Grosso | Luverdense EC | 60        |

### Teilnahme abgesagt
Der Titelverteidiger Clube do Remo und der Manaus FC hatten zum Zeitpunkt der Einladung zum Turnier die Série C bereits abgeschlossen und Teile ihrer Kader entlassen. Deshalb verzichteten diese an der Teilnahme. Ähnliches traf auch für GE Anápolis zu, nur dass in diesem Fall die Série D bereits beendet war.
Nova Venécia FC verzichtete nach einer Kosten-Nutzen-Analyse. Mit der gleichen Begründung der Ceilândia EC.
Der Atlético Goianiense begründete seine Absage mit Terminkonflikten. Und der Porto Velho EC wurde durch den Real Ariquemes EC ersetzt. Dabei war es dabei das Ziel von Real seiner U20-Auswahl Spielpraxis zu geben. Der Trem DC hingegen hätte, aufgrund beendeter Wettbewerbe der Hauptmannschaft, nur noch mit einer U20-Mannschaft antreten können, verzichtete aus diesem Grund aber darauf.

## Turnierplan
|  | Vorrunde | Vorrunde | Vorrunde |  |  | Achtelfinale    | Achtelfinale | Achtelfinale   |  |       | Viertelfinale   | Viertelfinale | Viertelfinale   |   |   | Halbfinale  | Halbfinale | Halbfinale |         |  | Finale   | Finale  | Finale |
|  |          |          |          |  |  |                 |              |                |  |       |                 |               |                 |   |   |             |            |            |         |  |          |         |        |
|  | Humaitá  |          | 3        |  |  |                 |              |                |  |       |                 |               |                 |   |   |             |            |            |         |  |          |         |        |
|  | Náutico  |          | 0        |  |  | Humaitá         |              | 0              |  |       |                 |               |                 |   |   |             |            |            |         |  |          |         |        |
|  |          |          |          |  |  | Paysandu        |              | 3              |  |       |                 |               |                 |   |   |             |            |            |         |  |          |         |        |
|  |          |          |          |  |  |                 |              |                |  |       | Paysandu        |               | 2               |   |   |             |            |            |         |  |          |         |        |
|  |          |          |          |  |  |                 |              | Tocantinópolis |  | 0     |                 |               |                 |   |   |             |            |            |         |  |          |         |        |
|  |          |          |          |  |  | Ariquemes       |              | 0              |  |       |                 |               |                 |   |   |             |            |            |         |  |          |         |        |
|  |          |          |          |  |  | Tocantinópolis  |              | 4              |  |       |                 |               |                 |   |   |             |            |            |         |  |          |         |        |
|  |          |          |          |  |  |                 |              |                |  |       |                 |               |                 |   |   | Paysandu    | 2          | 3          |         |  |          |         |        |
|  |          |          |          |  |  |                 |              |                |  |       |                 |               | São Raimundo-AM | 2 | 0 |             |            |            |         |  |          |         |        |
|  |          |          |          |  |  | São Raimundo-RR |              | 1              |  |       |                 |               |                 |   |   |             |            |            |         |  |          |         |        |
|  |          |          |          |  |  | São Raimundo-AM |              | 2              |  |       |                 |               |                 |   |   |             |            |            |         |  |          |         |        |
|  |          |          |          |  |  |                 |              |                |  |       | São Raimundo-AM |               | 3               |   |   |             |            |            |         |  |          |         |        |
|  |          |          |          |  |  |                 |              | Tuna Luso      |  | 0     |                 |               |                 |   |   |             |            |            |         |  |          |         |        |
|  |          |          |          |  |  | Rio Branco      |              | 1 (4)          |  |       |                 |               |                 |   |   |             |            |            |         |  |          |         |        |
|  |          |          |          |  |  | Tuna Luso       |              | 1 (5)          |  |       |                 |               |                 |   |   |             |            |            |         |  |          |         |        |
|  |          |          |          |  |  |                 |              |                |  |       |                 |               |                 |   |   |             |            |            |         |  | Paysandu | 0 1 (4) |        |
|  |          |          |          |  |  |                 |              |                |  |       |                 |               |                 |   |   |             |            | Vila Nova  | 0 1 (3) |  |          |         |        |
|  |          |          |          |  |  | Cuiabá          |              | 2              |  |       |                 |               |                 |   |   |             |            |            |         |  |          |         |        |
|  |          |          |          |  |  | Costa Rica      |              | 0              |  |       |                 |               |                 |   |   |             |            |            |         |  |          |         |        |
|  |          |          |          |  |  |                 |              |                |  |       | Cuiabá          |               | 0               |   |   |             |            |            |         |  |          |         |        |
|  |          |          |          |  |  |                 |              | Brasiliense    |  | 3     |                 |               |                 |   |   |             |            |            |         |  |          |         |        |
|  |          |          |          |  |  | Luverdense      |              | 0              |  |       |                 |               |                 |   |   |             |            |            |         |  |          |         |        |
|  |          |          |          |  |  | Brasiliense     |              | 1              |  |       |                 |               |                 |   |   |             |            |            |         |  |          |         |        |
|  |          |          |          |  |  |                 |              |                |  |       |                 |               |                 |   |   | Brasiliense | 1          | 1          |         |  |          |         |        |
|  |          |          |          |  |  |                 |              |                |  |       |                 |               | Vila Nova       | 1 | 2 |             |            |            |         |  |          |         |        |
|  |          |          |          |  |  | Goiás           |              | 2 (4)          |  |       |                 |               |                 |   |   |             |            |            |         |  |          |         |        |
|  |          |          |          |  |  | Real Noroeste   |              | 2 (5)          |  |       |                 |               |                 |   |   |             |            |            |         |  |          |         |        |
|  |          |          |          |  |  |                 |              |                |  |       | Real Noroeste   |               | 0 (2)           |   |   |             |            |            |         |  |          |         |        |
|  |          |          |          |  |  |                 |              | Vila Nova      |  | 0 (3) |                 |               |                 |   |   |             |            |            |         |  |          |         |        |
|  |          |          |          |  |  | Vila Nova       |              | 2              |  |       |                 |               |                 |   |   |             |            |            |         |  |          |         |        |
|  |          |          |          |  |  | Operário        |              | 1              |  |       |                 |               |                 |   |   |             |            |            |         |  |          |         |        |
|  |          |          |          |  |  |                 |              |                |  |       |                 |               |                 |   |   |             |            |            |         |  |          |         |        |

## Gruppen
Für die Sortierung der Paarungen in der Vorrunde und dem Achtelfinale wurden zwei Gruppen nach regionaler Herkunft der Klubs gebildet, den Block Norte und den Block CentroOeste. In diesen Blocks wurden die Klubs gemäß ihrer Platzierung in der Rangliste des CBF sortiert. Der Beste einer Gruppe traf auf den letzten und so fort. Im Finale traf somit der Sieger der Gruppe Norte auf den Sieger der Gruppe CentroOeste. Sollte der Klub noch keine Ranglistenpunkte des CBF haben, so erfolgte die weitere Sortierung nach der Platzierung in der Rangliste des Verbandes des Klubs.
| Gruppe Norte         | Ranglistenplatz | Gruppe CentroOeste           | Ranglistenplatz |
| -------------------- | --------------- | ---------------------------- | --------------- |
| Paysandu SC          | 40 (CBF)        | Cuiabá EC                    | 22 (CBF)        |
| São Raimundo EC (RR) | 78 (CBF)        | Goiás EC                     | 23 (CBF)        |
| Rio Branco AC        | 98 (CBF)        | Vila Nova FC                 | 31 (CBF)        |
| Real Ariqueme EC     | 119 (CBF)       | Luverdense EC                | 60 (CBF)        |
| Tocantinópolis EC    | 146 (CBF)       | Brasiliense FC               | 63 (CBF)        |
| Tuna Luso Brasileira | 13 (FPF)        | CE Operário Várzea-Grandense | 151 (CBF)       |
| São Raimundo EC (AM) | 18 (FAF)        | Real Noroeste                | 170 (CBF)       |
| SC Humaitá           | 20 (FFAC)       | Costa Rica EC                | 25 (FFMS)       |
| Náutico FC           | 23 (FRF)        |                              |                 |

## Vorrunde
| Datum  |            | Ergebnis  |            | Austragungsort    |
| ------ | ---------- | --------- | ---------- | ----------------- |
| 25.10. | SC Humaitá | 3:0 (1:0) | Náutico FC | Arena da Floresta |

## Achtelfinale
| Datum  |                      | Ergebnis              |                      | Austragungsort    |
| ------ | -------------------- | --------------------- | -------------------- | ----------------- |
| 27.10. | Goiás EC             | 2:2 (1:2) (4:5 i. E.) | Real Noroeste        | Serrinha          |
| 28.10. | São Raimundo EC (RR) | 1:2 (0:0)             | São Raimundo EC (AM) | Canarinho         |
| 28.10. | Vila Nova FC         | 2:1 (1:0)             | Operário-VG          | OBA               |
| 28.10. | Rio Branco FC (AC)   | 1:1 (1:1) (4:5 i. E.) | Tuna Luso Brasileira | Arena da Floresta |
| 29.10. | Real Ariquemes EC    | 0:4 (0:2)             | Tocantinópolis EC    | Valerião          |
| 29.10. | Cuiabá EC            | 2:0 (0:0)             | Costa Rica EC        | Arena Pantanal    |
| 29.10. | Paysandu SC          | 3:0 (1:0)             | Penarol AC           | Estádio da Curuzu |
| 29.10. | Luverdense EC        | 0:1 (0:1)             | Brasiliense FC       | Passo das Emas    |

## Viertelfinale
| Datum |                      | Ergebnis        |                      | Austragungsort    |
| ----- | -------------------- | --------------- | -------------------- | ----------------- |
| 1.11. | Vila Nova FC         | 0:0 (3:2 i. E.) | Real Noroeste        | OBA               |
| 1.11. | Paysandu SC          | 2:0 (1:0)       | Tocantinópolis EC    | Estádio da Curuzu |
| 2.11. | Tuna Luso Brasileira | 0:3 (0:1)       | São Raimundo EC (AM) | Vasques           |
| 2.11. | Cuiabá EC            | 0:3 (0:1)       | Brasiliense FC       | Arena Pantanal    |

## Halbfinale
| Datum        |                                          | Gesamt |                                 | Hinspiel  | Rückspiel |
| ------------ | ---------------------------------------- | ------ | ------------------------------- | --------- | --------- |
| 8.11./12.11. | São Raimundo EC (AM) (Arena da Amazônia) | 2:5    | Paysandu SC (Estádio da Curuzu) | 2:2 (1:0) | 0:3 (0:2) |
| 9.11./12.11. | Brasiliense FC (Serejão)                 | 2:3    | Vila Nova FC (OBA)              | 1:1 (0:0) | 1:2 (1:1) |

## Finale

### Hinspiel
| Paysandu SC                                                           | Paysandu SC | Vila Nova FC | Vila Nova FC |
| --------------------------------------------------------------------- | --- | --- | ------------ |
| Paysandu SC                                                           | \| 15. November 2022 in Belém (Pará) (Estádio da Curuzu) \| \| Ergebnis: 0:0 \| \| Zuschauer: 11.384 \| \| Schiedsrichter: Paulo Henrique de Melo Salmazio ( Mato Grosso do Sul) \| \| Spielbericht \| | \| 15. November 2022 in Belém (Pará) (Estádio da Curuzu) \| \| Ergebnis: 0:0 \| \| Zuschauer: 11.384 \| \| Schiedsrichter: Paulo Henrique de Melo Salmazio ( Mato Grosso do Sul) \| \| Spielbericht \| | Vila Nova FC |
| Paysandu SC                                                           | Thiago Coelho – Leandro Silva, Genilson, Naylhor, Patrick Brey – João Vieira 81., Mikael, José Aldo 68., Robinho 81. – Danrlei 68., Marlon Reserve Gabriel Bernard, Thiago Ennes 81., Lucas Costa, Eric, Jean Henrique, Kauê, Ricardinho 68., Adilson, Matheus Batista, Gabriel Davis, Ronylo, Dioguinho Cheftrainer: Márcio Fernandes | Tony Batista – Alex Silva, Willian Formiga 69., Rafael Donato, Jordan – Ralf 78., Sousa 65., Wagner 65., Diego Tavares – Neto Pessoa 46., Kaio Nunes Reserve Georgemy Gonçalves, Railan, Alisson Cassiano, Jefferson 69., Jean Martim 65., Daniel Amorim 46., Matheuzinho 65., Matheus Souza, Marlone 78. Cheftrainer: Allan Aal | Vila Nova FC |
| Paysandu SC                                                           | Leandro Silva (13.), João Vieira (25.) | Ralf (17.), Sousa (22.), Wagner (65.), Tavares (90.), Alex Silva (90.+4') | Vila Nova FC |
| Paysandu SC                                                           | Leandro Silva (60.) | | Vila Nova FC |
| Paysandu SC                                                           | Leandro Silva erhielt die Gelb-Rote-Karte für wiederholtes Foulspiel. | | Vila Nova FC |
| 15. November 2022 in Belém (Pará) (Estádio da Curuzu)                 | | |              |
| Ergebnis: 0:0                                                         | | |              |
| Zuschauer: 11.384                                                     | | |              |
| Schiedsrichter: Paulo Henrique de Melo Salmazio ( Mato Grosso do Sul) | | |              |
| Spielbericht                                                          | | |              |

### Rückspiel
| Vila Nova FC                                                           | Vila Nova FC | Paysandu SC | Paysandu SC |
| ---------------------------------------------------------------------- | --- | --- | ----------- |
| Vila Nova FC                                                           | \| 19. November 2022 in Goiânia (Estádio Serra Dourada) \| \| Ergebnis: 1:1 (1:0), 3:4 i. E. \| \| Zuschauer: 24.591 \| \| Schiedsrichter: Paulo Henrique Schleich Vollkopf ( Mato Grosso do Sul) \| \| Spielbericht \| | \| 19. November 2022 in Goiânia (Estádio Serra Dourada) \| \| Ergebnis: 1:1 (1:0), 3:4 i. E. \| \| Zuschauer: 24.591 \| \| Schiedsrichter: Paulo Henrique Schleich Vollkopf ( Mato Grosso do Sul) \| \| Spielbericht \|                                                                                              | Paysandu SC |
| Vila Nova FC                                                           | Tony Batista – Alex Silva, Rafael Donato, Willian Formiga 71., Jordan – Ralf, Sousa, Diego Tavares – Neto Pessoa 89., Matheuzinho 78., Kaio Nunes 71. Reserve Georgemy Gonçalves, Railan, Alisson Cassiano 89., Eduardo Doma, Jefferson 71., Domingos, Jean Martim, Wagner 78., João Lucas, Daniel Amorim, Matheus Souza 71., Marlone Cheftrainer: Allan Aal | Thiago Coelho – Thiago Ennes 46., Lucas Costa 46., Genilson, Naylhor – Patrick Brey, João Vieira, Mikael 71. – José Aldo 83., Robinho 86., Marlon Reserve Gabriel Bernard, Jean Henrique, Kauê, Ricardinho 71., Danrlei 46., Matheus Batista 86., Gabriel Davis 46., Ronylo, Dioguinho Cheftrainer: Márcio Fernandes | Paysandu SC |
| Vila Nova FC                                                           | 1:0 Matheuzinho (26.) | 1:1 Ricardinho (90.+5') | Paysandu SC |
| Vila Nova FC                                                           | Elfmeterschießen | | Paysandu SC |
| Vila Nova FC                                                           | 1:0 Wagner Sousa 2:2 Alex Silva Tavares 3:3 Donato | 1:1 Marlon 1:2 Ricardinho Alex Silva 2:3 Vieira 3:4 Brey | Paysandu SC |
| Vila Nova FC                                                           | Costa (9.), Danrlei (48.), Davis (57.), José Aldo (68.) | | Paysandu SC |
| 19. November 2022 in Goiânia (Estádio Serra Dourada)                   | | |             |
| Ergebnis: 1:1 (1:0), 3:4 i. E.                                         | | |             |
| Zuschauer: 24.591                                                      | | |             |
| Schiedsrichter: Paulo Henrique Schleich Vollkopf ( Mato Grosso do Sul) | | |             |
| Spielbericht                                                           | | |             |

## Torschützenliste
| Pl. | Nat.        | Spieler      | Klub                 | Tore |
| --- | ----------- | ------------ | -------------------- | ---- |
| 1   | Brasilianer | Marlon       | Paysandu SC          | 3    |
|     | Brasilianer | Yan Philippe | São Raimundo EC (AM) | 3    |